# Liste de peintures de Martin Schongauer
Liste des peintures de Martin Schongauer telle qu'acceptée par l'historiographie actuelle. 

## Peintures de chevalet

### Retables (grands formats)
| Artiste                      | Titre | Datation                    | Matériaux       | Dimensions                                                                        | Lieu de conservation                       | Image |
| ---------------------------- | --- | --------------------------- | --------------- | --------------------------------------------------------------------------------- | ------------------------------------------ | ----- |
| Martin Schongauer            | La Vierge au buisson de roses | 1473 (œuvre datée au verso) | bois            | 200 x 115 cm                                                                      | Colmar, église des Dominicains             |       |
| Martin Schongauer            | Retable d'Orlier, composé de deux panneaux peints recto-verso - volet gauche : Nativité, avec au revers l'Ange de l'Annonciation - volet droit : Jean d'Orlier présenté par saint Antoine, avec au revers la Vierge de l'Annonciation. | vers 1470-1475              | huile sur sapin | 189 × 57 cm (chaque volet)                                                        | Colmar, Musée Unterlinden (inv. 88.RP.452) |       |
| Martin Schongauer et atelier | Retable des Dominicains | vers 1480                   | huile sur sapin | environ 116 × 116 cm (pour les deux volets) 116 × 87 cm (pour la partie centrale) | Colmar, Musée Unterlinden (inv. 88.RP.453) |       |

### Panneaux de dévotion privée (petits formats)
| Artiste           | Titre                              | Datation       | Matériaux         | Dimensions     | Lieu de conservation                                  | Image |
| ----------------- | ---------------------------------- | -------------- | ----------------- | -------------- | ----------------------------------------------------- | ----- |
| Martin Schongauer | La Sainte Famille                  | vers 1475-1480 | tilleul           | 26,5 × 17 cm   | Munich, Alte Pinakothek (inv. 1132)                   |       |
| Martin Schongauer | L'Adoration des bergers            | vers 1480      | chêne             | 37,5 × 28 cm   | Berlin, Gemäldegalerie (inv. 1629)                    |       |
| Martin Schongauer | La Sainte Famille                  | vers 1480-1490 | hêtre             | 26,3 × 17,2 cm | Vienne, Kunsthistorisches Museum (inv. 843)           |       |
| Martin Schongauer | Vierge à l'Enfant dans une fenêtre | vers 1485-1490 | huile sur panneau | 16,5 × 11 cm   | Los Angeles, The J. Paul Getty Museum (inv. 97.PB.23) |       |

## Peintures murales
| Artiste           | Titre                                                                | Datation  | Technique | Dimensions              | Lieu de conservation                         | Images |
| ----------------- | -------------------------------------------------------------------- | --------- | --------- | ----------------------- | -------------------------------------------- | ------ |
| Martin Schongauer | Le Jugement dernier : Le Paradis et les Elus (mur sud)               | 1488-1491 | fresque   | 14,4 x 9,7 m (environ)  | Breisach, collégiale Saint-Etienne (Münster) |        |
| Martin Schongauer | Le Jugement dernier : Christ Juge ressuscitant les morts (mur ouest) | 1488-1491 | fresque   | 13,2 x 7,3 m (environ)  | Breisach, collégiale Saint-Etienne (Münster) |        |
| Martin Schongauer | Le Jugement dernier : L'Enfer et les damnés (mur nord)               | 1488-1491 | fresque   | 14,4 x 9,7 cm (environ) | Breisach, collégiale Saint-Etienne (Münster) |        |